# Dolichocephala irrorata
Dolichocephala irrorata är en tvåvingeart som först beskrevs av Fallen 1816.  Dolichocephala irrorata ingår i släktet Dolichocephala och familjen dansflugor. Arten är reproducerande i Sverige. Inga underarter finns listade i Catalogue of Life.